# Priključenie Liny v Soči
Priključenie Liny v Soči (Приключение Лины в Сочи) è un film del 1916 diretto da Evgenij Bauėr.